# Саїд I (Заянід)
Саїд I (араб. السعيد بن أبي حمو موسى الثاني; д/н — 1411) — 16-й султан Держави Заянідів з травня по листопад 1411 року.

## Життєпис
Син султана Абу Хамму II або Абу Ташуфіна II. Відомостей про нього обмаль. Тривалий час перебував як заручник при дворі Маринідів.
1411 року втік з Фесу, прибувши до Тлемсену, де населення повстало проти султана Абд ар-Рахмана I. Того було повалено. Втім невдовзі маринідський уряд висунув проти Саїда I свого претендента — Абу Маліка. Той скористався зростання невдоволення діями султана, що розтринькав скарбницю на різні подарунки племенам та військовикам, щоб ті зберігали вірність. 
Саїд I виступив проти суперника, але Абу Малік хитрістю за допомогою зрадників 3 листопада захопив Тлемсен. За цих обставин доволі швидко військо султана перейшло на бік Абу Маліка. Саїд I зрештою втік на схід і загинув до кінця року.